# Giovanni Vincenzo Imperiale
Giovanni Vincenzo Imperiale, auch Gian Vincenzo oder Giovanni Vincenzo Imperiali (* 1582 in Genua; † 21. Juni 1648 ebendort), war ein genuesischer Dichter und Schriftsteller, bekannt für das Gedicht Lo stato rustico.

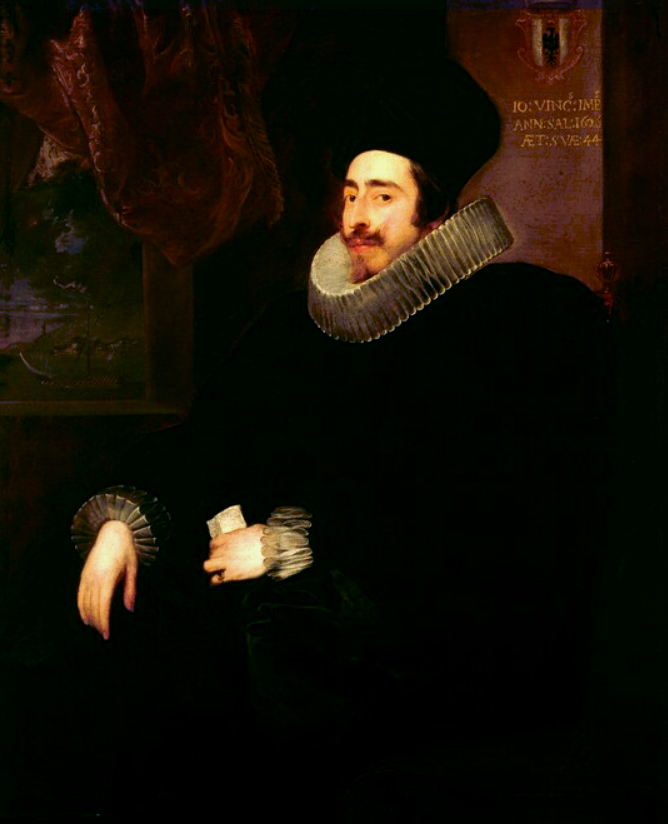
Antoon van Dyck, Porträt von Giovanni Vincenzo Imperiale, 1626, Washington DC, National Gallery of Art

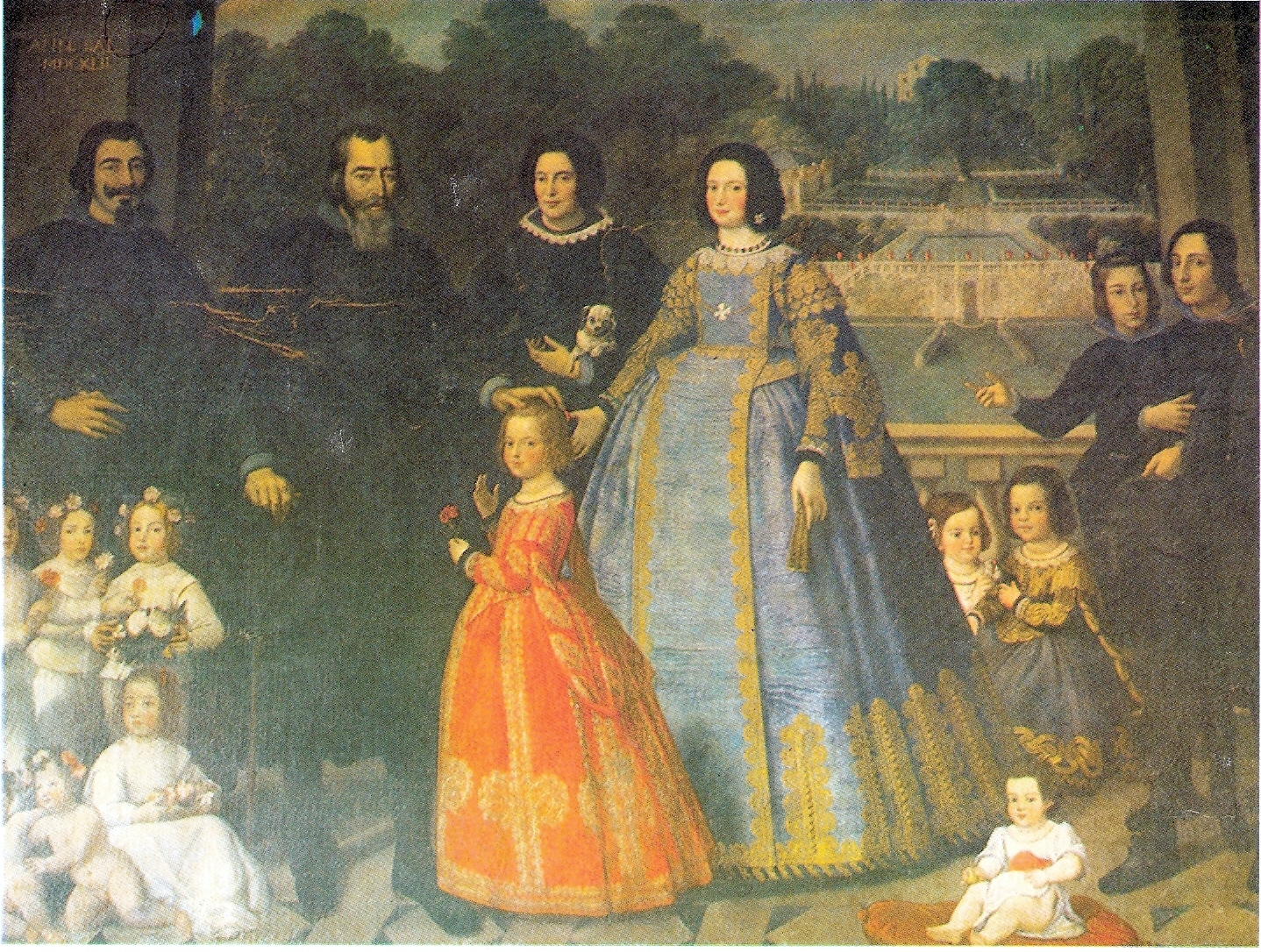
Domenico Fiasella, Porträt der Familie Imperiale aus Genua Das Gemälde zeigt Giovanni Vincenzo Imperiale, seine zweite Frau Brigida Spinola und seinen ältesten Sohn Francesco Maria

## Leben

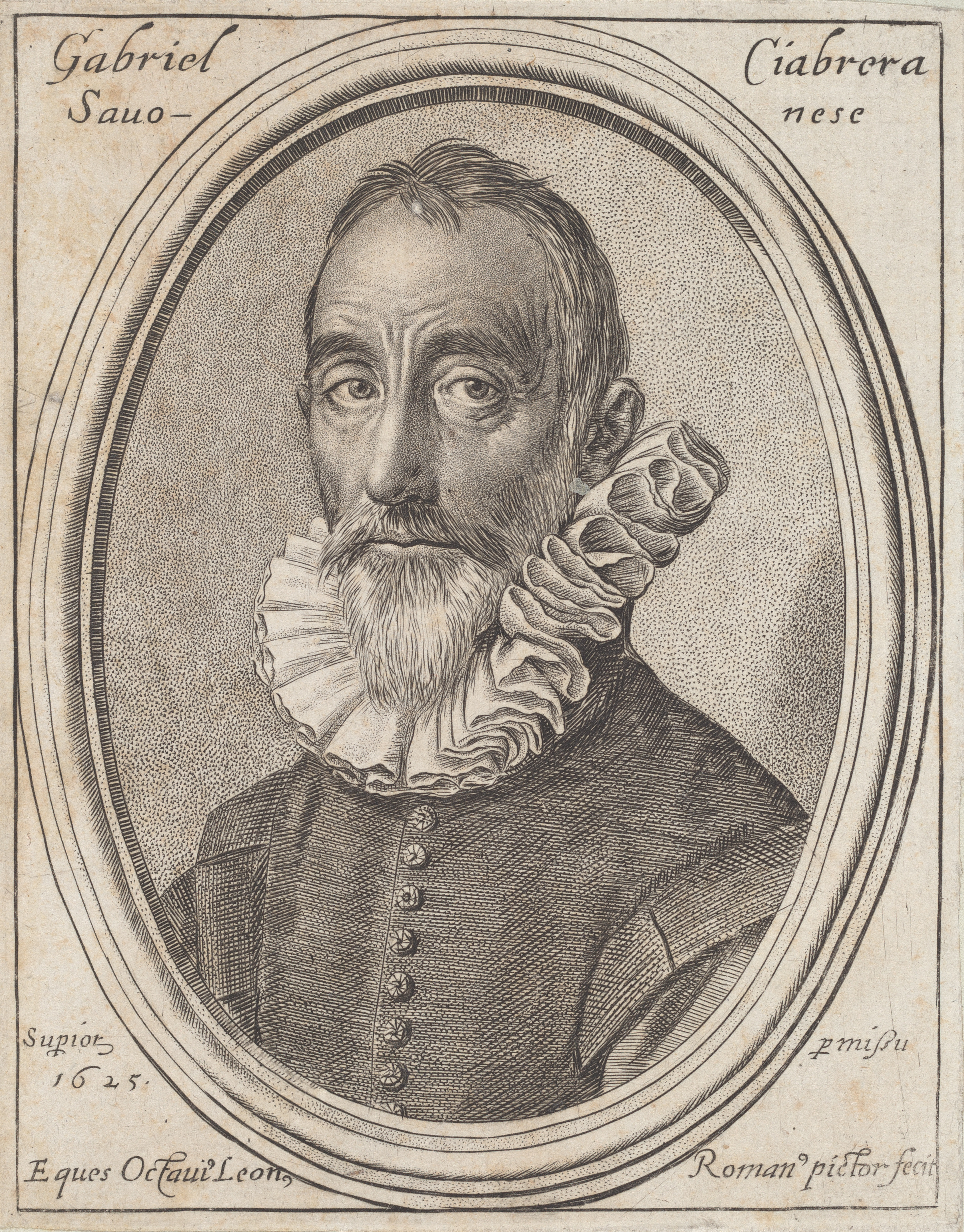
Gabriello Chiabrera

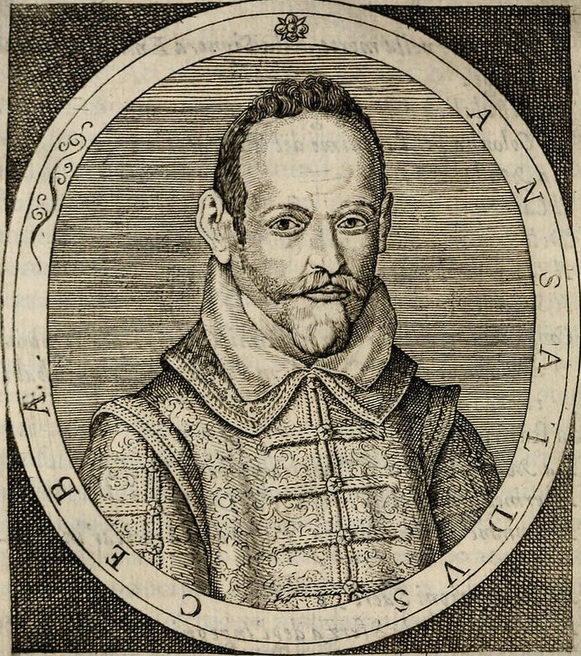
Ansaldo Cebà

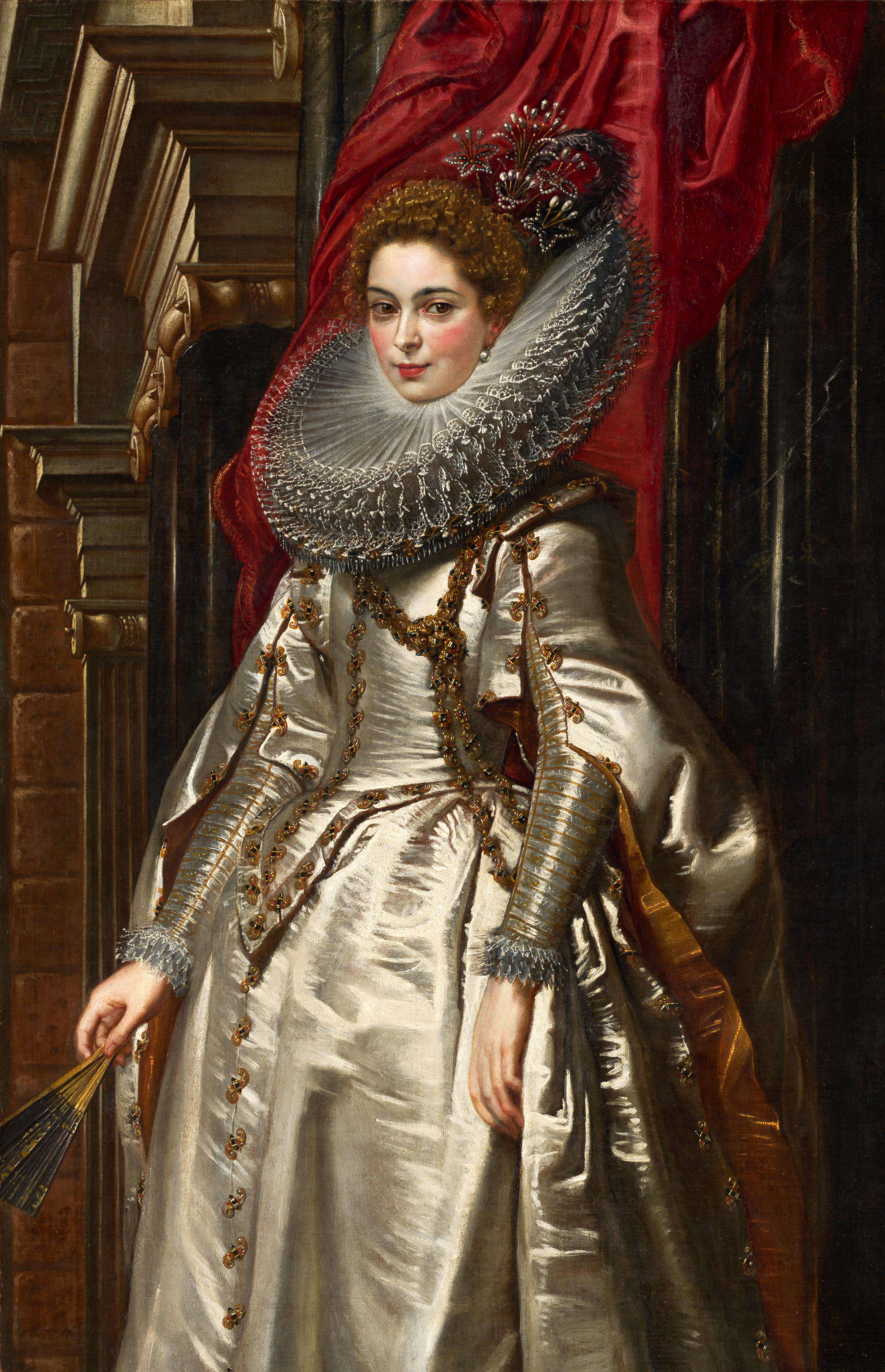
Peter Paul Rubens, Porträt von Brigida Spinola Doria, Zweite Gattin von Vincenzo Imperiale, Washington, National Gallery of Art

Giovanni Vincenzo stammt einer wohlhabenden und aristokratischen Genueser Familie ab (sein Vater Giovanni Giacomo war von 1617 bis 1619 Doge). Er war der einzige Erbe eines großen Anwesens und ist nicht nur wegen seines Reichtums, sondern auch wegen seiner umfangreichen kulturellen Aktivitäten bekannt. Als Kunstkenner besaß er eine große und sehr berühmte Gemäldegalerie (die nach seinem Tod aufgelöst wurde), die sich in seinem Palast in Campetto und in der Vorstadtvilla (der heutigen Villa Imperiale Scassi) befand, die von einem weitläufigen und prächtigen Park umgeben war (der heute zerstört ist), der in dem Gedicht Lo stato rustico besungen wird.
Imperiale war Mitglied zahlreicher Akademien (dei Mutoli, degli Addormentati, dei Gelati, degli Intrepidi usw.), wo er die führenden genuesischen Dichter der Zeit wie Angelo Grillo, Gabriello Chiabrera und Ansaldo Cebà kennenlernte, allesamt Freunde des Malers Bernardo Castello. Dank Castello arbeitete Imperiale an der Neuauflage der berühmten Gerusalemme liberata illustrata (die bereits 1590 mit Zeichnungen von Agostino Carracci und Castello veröffentlicht worden war) mit (und ersetzte schließlich Chiabrera, der sich dagegen gewehrt hatte). Wiederum dank Castello lernte Imperiale auch den Dichter Giovan Battista Marino kennen, der ihm 1606 anlässlich seiner Hochzeit mit Caterina Grimani das Epithalamium Urania widmete. Im selben Jahr veröffentlichte Imperiale auch sein Gedicht Lo stato rustico, das ein großer Publikumserfolg war und sein fast einziges literarisches Werk ist. Das Gedicht wurde in den Jahren 1611 und 1613 noch zweimal in leicht erweiterter Form nachgedruckt (siehe den entsprechenden Abschnitt unten). 
Nach der Veröffentlichung des Gedichtes widmete er sich ganz dem politischen Leben. Dies gab ihm Gelegenheit zu ausgedehnten Reisen durch Italien und Spanien und zu Kontakten mit den führenden Politikern und Malern seiner Zeit (Peter Paul Rubens, Luca Cambiaso, Guido Reni) sowie zum Ausbau seiner berühmten Gemäldesammlung. Nach seiner endgültigen Rückkehr nach Genua, nachdem er auch zwei Jahre im Exil verbrachte, zog er sich ins Privatleben zurück und erstellte einen bedeutenden Katalog seiner Sammlung, die nicht weniger als 300 Stücke umfasste, von denen viele von großem Wert waren. Seine Reisen sind in den sehr interessanten Reiseberichten festgehalten, die im 19. Jahrhundert veröffentlicht wurden. 1631 erwarb er einen Feudalbesitz bei Sant’Angelo dei Lombardi in Irpinien und hielt sich in der Folge von 1632 bis 1633 in Kampanien auf.
Nach seinem Tod ging die Gemäldegalerie in den Besitz seines Sohnes über und wurde teilweise aufgelöst; der in Genua verbliebene Teil (der bedeutendste) wurde wahrscheinlich durch die französische Bombardierung im Jahr 1684 schwer beschädigt. Von Imperiale sind drei Porträts des flämischen Malers Antoon van Dyck erhalten.

## Lo Stato rustico und weitere Werke
Die wenigen literarischen Werke von Imperiale entstammen der gelehrten Muße eines wohlhabenden genuesischen Aristokraten des 17. Jahrhunderts. Sie sind:
- Das Gedicht Lo stato rustico, erstmals gedruckt 1606 (Genua, von Giuseppe Pavoni), 1611 (ebenso) und 1613 (Venedig, Evangelista Deuchino), jeweils leicht erweitert.
- Das Hirtendrama Gli indovini pastori, 1613.
- Das geistliche Gedicht in Oktaven La beata Teresa, 1615 in Genua von Giuseppe Pavoni veröffentlicht.
- Das geschichtliche Werk Il ritratto del Casalino, Bologna, Verlag von Vittorio Benacci, 1637.
- De' Giornali di Gio. Vincenzo Imperiale dalla partenza dalla patria, al sig.r Agabito Centurione (Genua, Tipografia del Reale Istituto dei Sordomuti, 1898), die von seiner diplomatischen Tätigkeit zeugen.

Imperiales bekanntestes literarisches Werk ist das lange Lehrgedicht Lo stato rustico (1606, 1611 und 1613), das in sechzehn Teile gegliedert ist, bei seinen Zeitgenossen großen Erfolg hatte und einen tiefgreifenden Einfluss ausübte. Das Werk beschreibt eine phantastische Reise des Hirten Clizio (der Autor selbst) unter der Führung der Muse Euterpe (der Musik- und Lyrikdichterin): Die beiden Protagonisten brechen in Ligurien auf und gelangen über einen langen Waldweg nach Griechenland, auf den Berg Helikon, den Sitz der Musen und Apollos, mit dem der Dichter spricht.
Lo stato rustico ist ein Gedicht mit mehr als 20.000 Versen, in dem die schmale Handlung durch die sehr langen und fantastischen Beschreibungen, die gelehrten Erzählungen über Blumen, Vögel, Pferde und Pflanzen und die langen Liebesklagen der Hirten erweitert wird, die den Faden der Geschichte unterbrechen und sie nach dem Geschmack des Enzyklopädismus des 17. Jahrhunderts bereichern. 
Das Werk ist jedoch keineswegs „statisch“, wie es uns heute erscheinen mag; im Gegenteil, es ist zutiefst provokativ und widerspricht jeder Regel, die die Renaissance-Dichtung für die Gattung des Gedichts aufgestellt hat, vor allem dem Modell von Tassos Gerusalemme liberata. Für sein Gedicht ließ er sich nämlich nicht von der Liberata inspirieren, sondern von einem anderen Werk desselben Dichters, dem Mondo creato, dem heiligen Gedicht, das in lockeren Endsilben die Erschaffung der Welt beschreibt. Tassos heiliges Gedicht wird in einer profanen Tonart aufgegriffen und von Imperiale in eine lange Reihe von bukolischen und pastoralen Beschreibungen umgewandelt, die damit enden, dass ein bescheidenes Thema wie das Waldgedicht (das eigentlich in die Nebengattungen der Ekloge und des Hirtendramas verwiesen wurde) in der höchsten Gattung, dem Gedicht, besungen wird. Das Gleiche gilt für die Wahl der Metrik und der Rhetorik. Was die Metrik betrifft, so gibt Imperiale die traditionellen Oktaven von Ariosto und Tasso auf und erfindet ex novo unterschiedlich lange, lockere Verse, die mit einem gereimten Couplet abgeschlossen werden. In Bezug auf die Rhetorik hingegen zeigt er einen komplexen und völlig neuen Stil, der ganz auf sehr lange syntaktische Wendungen, auf ein Lexikon voller Neologismen und seltener Lemmata und vor allem auf eine hyperbolische und kontinuierliche Verwendung von Metaphern nach ganz barockem Geschmack setzt.
Die Resonanz auf den Stato rustico war so groß, dass die dritte Auflage mit einem besonderen Anhang mit dem Titel Lodi per lo Stato rustico (Lob auf den bäuerlichen Staat) abgeschlossen wird, in dem die fast 300 Lobreden aller wichtigen Schriftsteller der Zeit gesammelt sind. Die ersten, die sich mit dem Stato rustico beschäftigten, waren die beiden wichtigsten Dichter der Zeit, Giovan Battista Marino und Gabriello Chiabrera, die Imperiale als Initiator eines neuen literarischen Geschmacks anerkannten. Marino zitiert Imperiale in der Allegoria, die mit dem berühmten L'Adone beginnt und ihn in den Hirten Clizio verwandelt, der den Protagonisten auf Zypern willkommen heißt; L'Adone, kurz gesagt, Marinos ausgedehntes erotisches, mythologisches und waldiges Gedicht, wurde auf Grundlage Imperiales verfasst, was, wenn man Marinos große Konkurrenzbereitschaft kennt, vor allem in Bezug auf literarische Vorbilder, Diebstähle und Plagiate, wie die Anerkennung eines wahren Lehrmeisters klingt. Chiabrera hingegen bezeichnet in seinem Dialog Il Vecchietti auf die Rolle des Stato Rustico als ideales metrisches Modell für ein modernes Gedicht.